# 隔山有眼續集
《隔山有眼續集》（英語：The Hills Have Eyes Part II）是1977年驚悚電影《隔山有眼》的續集，於1985年8月2日上映，由衛斯·克萊文執導。
電影上映後評價不佳，爛番茄給予其0%分數。2007年上映的隔山有眼2是2006年翻拍的續集。